# Europameisterschaften im Modernen Fünfkampf 1993
Die Europameisterschaften im Modernen Fünfkampf 1993 wurden bei den Herren in Sofia, Bulgarien, sowie bei den Damen in Győr, Ungarn, ausgetragen. Bei den Damen sicherte sich Kim Raisner als erste Deutsche den Titel. Auch die Mannschaft um Raisner, Sabine Krapf und Gabriele Ginsner wurde Europameister.

## Herren

### Einzel
| Platz | Land                   | Sportler           |
| ----- | ---------------------- | ------------------ |
| 1     | Vereinigtes Königreich | Richard Phelps     |
| 2     | Ungarn                 | László Fábián      |
| 3     | Frankreich             | Sébastien Deleigne |

### Mannschaft
| Platz | Land       | Sportler                                 |
| ----- | ---------- | ---------------------------------------- |
| 1     | Ungarn     | László Fábián Attila Mizsér Ádám Madaras |
| 2     | Tschechien |                                          |
| 3     | Russland   |                                          |

### Staffel
| Platz | Land       | Sportler                                 |
| ----- | ---------- | ---------------------------------------- |
| 1     | Ungarn     | László Fábián Attila Mizsér Ádám Madaras |
| 2     | Frankreich |                                          |
| 3     | Bulgarien  |                                          |

## Damen

### Einzel
| Platz | Land        | Sportlerin          |
| ----- | ----------- | ------------------- |
| 1     | Deutschland | Kim Raisner         |
| 2     | Russland    | Jelisaweta Suworowa |
| 3     | Polen       | Edyta Małoszyc      |

### Mannschaft
| Platz | Land        | Sportlerinnen                                                |
| ----- | ----------- | ------------------------------------------------------------ |
| 1     | Deutschland | Kim Raisner Sabine Krapf Gabriele Ginsner                    |
| 2     | Russland    | Jelisaweta Suworowa Jekaterina Boldina Tatjana Tschernezkaja |
| 3     | Italien     |                                                              |

## Medaillenspiegel
| Platz | Land                   | Goldmedaille | Silbermedaille | Bronzemedaille |
| 1     | Ungarn                 | 2            | 1              | –              |
| 2     | Deutschland            | 2            | –              | –              |
| 3     | Vereinigtes Königreich | 1            | –              | –              |
| 4     | Russland               | –            | 2              | 1              |
| 5     | Frankreich             | –            | 1              | 1              |
| 6     | Tschechien             | –            | 1              | –              |
| 7     | Bulgarien              | –            | –              | 1              |
| 7     | Italien                | –            | –              | 1              |
| 7     | Polen                  | –            | –              | 1              |